# Pirinski domen
Pirinski domen je proteinski domen i potklasa proteinskih motiva poznatih kao savijanje smrti. On omogućava proteinu da formira interakcije sa drugim proteinima koji sadrže pirinski domen. Ovaj domen je takođe poznat kao PYD ili PAAD/DAPIN domen, i evoluciono je srodan sa familijom domena smrti. Proteini koji sadrže pirinski domen često učestvuju u procesima inflamacije i apoptoze. Proteini koji poseduju pirinski domen su intraćelijski mikrobni senzori receptora sličnih NOD-u, i proteini vezani za njihovu funkciju, kao što je PYCARD i pojedine riblje kaspaze.